# Дизелист
«Дизелист» — молодёжный хоккейный клуб из Пензы. Основан в 2011 году. Команда выступает в НМХЛ и является фарм-клубом ХК «Дизель» (который носил название «Дизелист» в 1962—2002 годах) из ВХЛ.

## История
В 2011 году «Дизель-2» переименован в «Дизелист». В сезоне 2011-12 года команда заявлена во второй дивизион МХЛ (дивизион «Запад»).
По итогам регулярного чемпионата команда заняла в своём дивизионе третье место, а среди всех команд шестое.
По окончании первого сезона МХЛ-Б Дизелисты завоевали 4-е место
.
15 сентября 2012 года в матче открытия второго сезона Первенства МХЛ в СЗК «Дизель-Арена» в Пензе хоккеисты «Дизелиста» играли с «Батыром». Игра закончилась со счётом 3:2Б в пользу хозяев, получивших первый в истории Кубок Открытия Первенства МХЛ.
3 января 2015 года было объявлено о снятии «Дизелиста» с розыгрыша Первенства МХЛ в связи с тяжёлой финансовой ситуацией в клубе.

## Статистика выступлений
| Первенство МХЛ       |                      |                      |                      |                      |                      |                      |                      |                      |                      |                      |                      |          |          |          |          |          |          |          |          |          |          |                               |
| Регулярный чемпионат | Регулярный чемпионат | Регулярный чемпионат | Регулярный чемпионат | Регулярный чемпионат | Регулярный чемпионат | Регулярный чемпионат | Регулярный чемпионат | Регулярный чемпионат | Регулярный чемпионат | Регулярный чемпионат | Регулярный чемпионат | Плей-офф | Плей-офф | Плей-офф | Плей-офф | Плей-офф | Плей-офф | Плей-офф | Плей-офф | Плей-офф | Плей-офф | Плей-офф                      |
| Сезон                | И                    | В                    | ВО                   | ВБ                   | П                    | ПО                   | ПБ                   | ГЗ                   | ГП                   | О                    | Штр                  | И        | В        | ВО       | ВБ       | П        | ПО       | ПБ       | ГЗ       | ГП       | Штр      | Опп.                          |
| 2011-2012            | 36                   | 19                   | 0                    | 2                    | 12                   | 0                    | 3                    | 130                  | 98                   | 64                   | 470                  | 11       | 6        | 0        | 0        | 5        | 0        | 0        | 32       | 37       | 167      | ОГИ, Зеленоград, Октан, Батыр |